# 1982 في الهند
فيما يلي قوائم الأحداث التي وقعت خلال عام 1982 في الهند.

## أحداث
- 19 نوفمبر – دورة الألعاب الآسيوية 1982

## سياسة

### تعيين في المنصب
- 15 يناير – آر فينكاتارامان وزير الدفاع الهندي [الإنجليزية]‏،وزير الشؤون الداخلية [الإنجليزية]‏.
- 15 يناير – براناب مخرجي وزير المالية الهندي [الإنجليزية]‏.
- 25 يوليو – زيل سينغ رئيس الهند.

### انتهاء فترة المنصب
- 15 يناير – آر فينكاتارامان وزير المالية الهندي [الإنجليزية]‏،وزير الشؤون الداخلية [الإنجليزية]‏.
- 15 يناير – أنديرا غاندي وزير الدفاع الهندي [الإنجليزية]‏.
- 22 يونيو – زيل سينغ وزير الشؤون الداخلية [الإنجليزية]‏.

## أفلام
من الأفلام التي صدرت هذه السنة في الهند:
- 10 ديسمبر – غاندي من إخراج ريتشارد أتينبورو.

## مواليد

### يناير
- 15 يناير – نيل نيتين موكيش ممثل هندي.

### فبراير
- 23 فبراير – كاران سينغ غروفر ممثل هندي و عارض.

### أبريل
- 8 أبريل – أللو أرجون ممثل هندي.

### يوليو
- 11 يوليو – كليفورد ميراندا لاعب كرة قدم هندي.
- 18 يوليو – بريانكا شوبرا ممثلة هندية.

### أغسطس
- 26 أغسطس – نازنين كونتراكتور ممثلة كندية.

### سبتمبر
- 11 سبتمبر – شريا ساران
- 28 سبتمبر – رانبير كابور ممثل هندي.

### نوفمبر
- 17 نوفمبر – يوسف باتان، لاعب كريكيت هندي.

## وفيات

### يونيو
- 9 يونيو – الميرزا ناصر أحمد (مواليد 1909)

### يوليو
- 22 يوليو – روبرت بيرلي (مواليد 1903)

### ديسمبر
- 21 ديسمبر – حفيظ جالندهري (مواليد 1900) شاعر باكستاني.